# Mira lo que has hecho
Mira lo que has hecho és una sèrie de televisió escrita per Berto Romero, dirigida per Carlos Therón, Javier Ruiz Caldera i produïda per El Terrat per a la plataforma Movistar+ estrenada el 23 de febrer de 2018.
El 12 d'abril de 2018 Movistar va anunciar el rodatge de la segona temporada amb els fitxatges de Belén Cuesta i Núria Gago. Un any després, el 22 de febrer de 2019 es va estrenar la 2 temporada de la sèrie amb un total de 6 episodis disponibles en la plataforma de Movistar+.

## Sinopsi
És una sèrie de TV que ens ensenya com canvia la vida del seu protagonista (Berto Romero) quan s'assabenta que serà pare. Ell sent que això li queda gran i té dubtes perquè no sap si està preparat per a aquest canvi familiar.
Ens mostra com se sent, com ho viu en encarregar-se de les cures d'un bebè. Et conta que no tot en la paternitat i maternitat és tan bonic com t'ho pinten.

## Repartiment

### Protagonistes
- Berto Romero - Berto
- Eva Ugarte - Sandra
- Mariano Venancio - Julio
- Carmen Esteban - Ángela
- Chete Lera - Ramón
- Anna Gras-Carreño - Rosa
- Juanfra Juárez - Rubio
- Fabio Cutaia - Lucas
- Inma Sancho - Olga
- Jordi Aguilar - Jose
- Núria Gago - Bego[6]

### Repartiment secundari
- Belén Cuesta - Belén Cuesta[6]
- Antonio Resines - Antonio Resines
- Manolo Solo - Paparazzi
- Diego Martín - Ramón (jove)
- Carlos Therón - Carlos Therón
- Emilio Gavira - Pediatra

## Capítols
| Temporada 1 (2018) |                              |
| Episodis           | Títol                        |
| 1                  | Legítimo material para pajas |
| 2                  | El ocaso de Occidente        |
| 3                  | Guardipapis                  |
| 4                  | Hotfire                      |
| 5                  | Seguimos vivos               |
| 6                  | Papá                         |

| Temporada 2 (2019) |                       |
| Episodis           | Títol                 |
| 1                  | Sudor y lágrimas      |
| 2                  | El hijo de Beto       |
| 3                  | La noche de la iguana |
| 4                  | La dolce vita         |
| 5                  | Piñata                |
| 6                  | Los terribles dos     |